# Oskar Ollendorff
Oskar Ollendorff (* 5. November 1865 in Hamburg; † 12. Februar 1939 in Wiesbaden) war ein deutscher Kunsthistoriker.

## Leben und Wirken
Zunächst besuchte er in Hamburg das Johanneum. Danach widmete er sich kunstwissenschaftlichen Studien. Als Privatgelehrter verfasste er einige kunsthistorische Publikationen. Von Jugend an war er befreundet mit dem Hamburger Kunstwissenschaftler Aby Warburg. Seit 1895 lebte er in Wiesbaden, wo er auch verstarb. Seine letzte Ruhestätte fand er aber auf dem Südwestkirchhof Stahnsdorf.

## Familie
Er entstammte einer jüdischen Familie. Als Sohn des Hamburger Kaufmanns Max Ollendorff und der Charlotte Bauer verheiratete er sich 1913 mit Margaretha Elsbeth Gauer (* 16. April 1878 in Bartenstein/Ostpreußen; † 5. März 1968 in Wiesbaden).   

## Schriften
- Ueber Michelangelo's allegorische Gestalten in der Mediceischen Kapelle. In: Preußische Jahrbücher Bd. 81(1895), H. 2, S. 359–368
- Der Cortegliano-Typus. Eine Studie über Raffael'sche Charaktere. In: Preußische Jahrbücher Bd. 84(1896)
- Michelangelo's Sklaven im Louvre. In: Kunstchronik NF Bd. 8(1897), S. 103–104
- Der Laokoon und Michelangelo's gefesselter Sklave. In: Repertorium für Kunstwissenschaft Bd. 21(1898), S. 112–115
- Arthur Kampf. In: Die Kunst für Alle 14.Jg.(1898/99), H. 8, S. 113–118
- Die Farbenschau im Kaiser-Wilhelm-Museum in Krefeld. In: Die Kunst.Monatshefte für freie und angewandte Kunst Bd. 6 (1902), S. 336ff
- Ausstellung für Frauenkleidung in Wiesbaden. In: Deutsche Kunst und Dekoration 11(1902), S. 165
- Ausstellung Deutscher Künstlerischer Frauenkleidung ("Exhibition of German Artistic Women' Dress"). In: Dekorative Kunst 11(1903), S. 108–111
- Das Antlitz der Nacht in der Medicikapelle. In: Zeitschrift für bildende Kunst NF20=45(1909), S. 3
- Sonder-Ausstellung Hans Thoma des Kunstsalons Banger in Wiesbaden (1910).(Einführung)
- Andacht in der Malerei. Beiträge zur Psychologie der Grossmeister, Leipzig 1912
- Raphael-Studien, Berlin 1913
- Altes und Neues über Holbeins Darmstädter Madonnenbild. In: Repertorium für Kunstwissenschaft Bd. 37(1915), H. 5/6, S. 292–300
- Liebe in der Malerei. Neue Beiträge zur Psychologie der grossen Meister, Leipzig 1926

## Weblink
- Literatur von und über Oskar Ollendorff im Katalog der Deutschen Nationalbibliothek